# Occupazione giapponese di Kiska
L'occupazione giapponese delle isole di Kiska e Attu avvenne il 6 giugno 1942, e si protrasse per poco più di un anno fino al 28 luglio 1943, quando, durante le operazioni americane nelle Aleutine, truppe americane sbarcarono sulle due isole per riconquistarle.
L'invasione nipponica, iniziò il 6 giugno con lo sbarco di una guarnigione iniziale di 1 800 uomini con lo scopo di proteggere il fianco settentrionale delle loro zone di occupazione, evitando quindi di lasciare al nemico statunitense delle possibili basi aereo-navali da cui attaccare il Giappone.
Con l'attacco di Pearl Harbor e l'inizio degli scontri nel Pacifico tra i due schieramenti, la minaccia giapponese nel 1942 era ancora molto seria, e l'occupazione di isole nelle aree insulari degli Stati Uniti, provocò apprensione tra i comandi americani nel Pacifico; la vicinanza delle isole al territorio americano, e la posizione strategica delle Aleutine, che consentiva di controllare l'intero Oceano, furono i motivi per cui lo sforzo americano nella riconquista fu tanto intenso.

## La reazione americana
La prima reazione americana e canadese, all'occupazione giapponese, fu una serie di attacchi aerei di bombardamento contro le installazioni nemiche insediatesi sulle isole.
Anche la marina statunitense si diede da fare, bombardando le isole con le artiglierie navali, e operando un continuo pattugliamento delle acque circostanti, che il 27 marzo 1943 sfociarono in uno scontro con una flotta giapponese antistante le acque delle isole del Commodoro.
Nel maggio del 1943, le forze americane sbarcarono e distrussero l'intero presidio di Attu, e successivamente rivolsero le loro forze su Kiska, il 26 giugno aerei americani sganciarono sulle posizioni nemiche di Kiska 104 tonnellate di bombe. Ma alle 18:40, tre incrociatori leggeri, otto cacciatorpediniere e alcuni sommergibili, della Marina imperiale giapponese, con un'azione di grande successo coperta dalla fitta nebbia, ritirò segretamente in circa un'ora la quasi totalità della guarnigione composta da 6,100 uomini, senza essere notata dal nemico.
Nella notte 28 luglio 1943 gli ultimi reparti nipponici lasciano l'isola, anche questa volta nella totale segretezza, il 3 agosto due grosse formazioni navali americane formate da 2 corazzate, 5 incrociatori e 9 cacciatorpediniere, bombardano l'Isola di Kiska, martellata per tutto il giorno anche dal cielo.
Fra il 2 e il 15 agosto, giorno dello sbarco, verranno effettuate altre dieci azioni di bombardamento aereo-navale, nonostante i giapponesi già da giorni non fossero più presenti sull'isola.

### Lo sbarco

#### Operazione Cottage

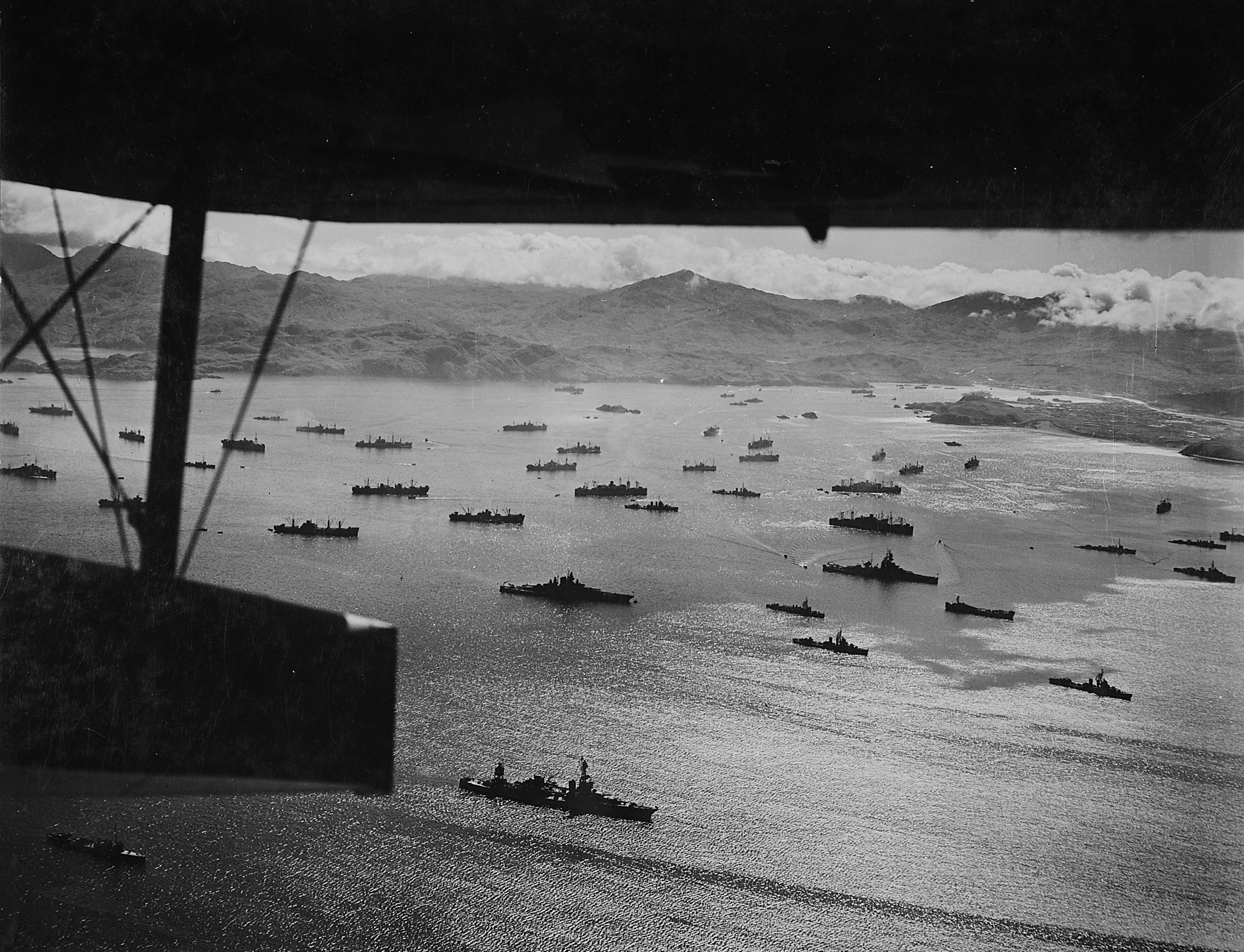
La forza di invasione americana assembrata ad Adak

Il 4 agosto le azioni di "ammorbidimento" pre-invasione raggiungono l'apice, quando ben 152 tonnellate di bombe vennero sganciate durante tutta la giornata sulla deserta isola.
Il 12 agosto una flotta di 5 incrociatori e 5 cacciatorpediniere effettuano l'ultima azione di bombardamento sull'isola di Kiska, lanciando circa 60 t di proiettili.

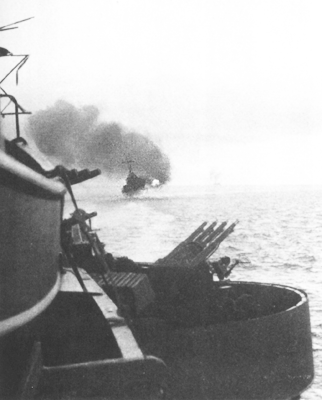
La USS Saint Louis bombarda Kiska

Finalmente il 15 agosto ben 29 000 soldati americani della 7ª divisione di fanteria statunitense e 5 300 canadesi della 13ª brigata di fanteria, salpati dall'Isola di Adak il giorno 13 su un centinaio di LST (Landing Ship Tanks), LCI (Landing Craft Infantry) e LCT (Landing Craft Tanks), e con la scorta di ingenti forze navali, sbarcano all'alba sulle spiagge occidentali dell'isola.
Ma solo dopo questa imponente azione, si scopre che i giapponesi non c'erano, e tutto ciò che era presente sull'isola era stato completamente distrutto prima e soprattutto durante i bombardamenti americani.

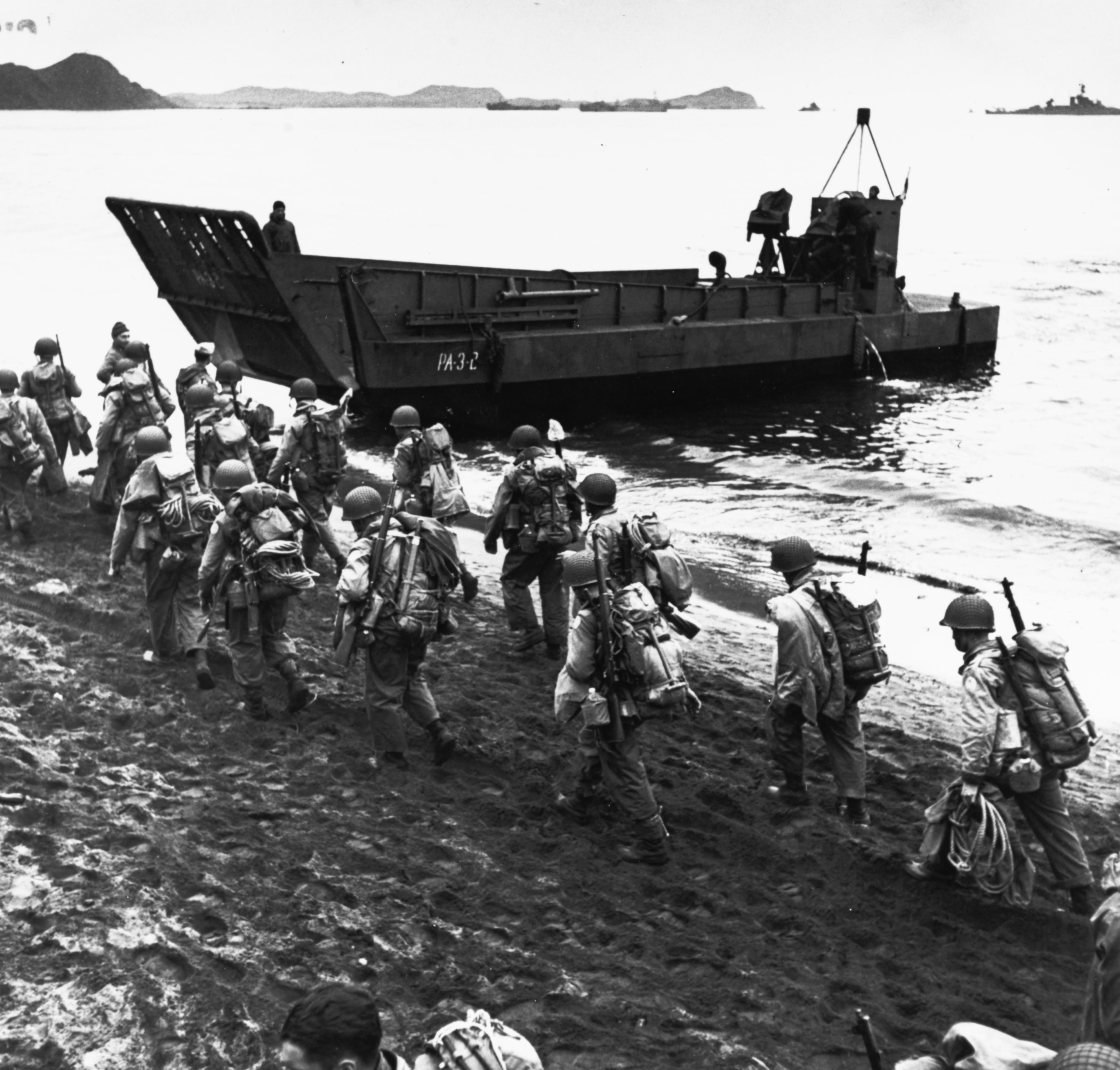
Truppe americane appena sbarcate a Kiska

Nelle operazioni gli americani persero circa 24 uomini a causa del fuoco amico, 4 a causa di trappole giapponesi disposte all'interno dell'isola e 71 marinai, a bordo della USS Abner Read, a causa di una mina giapponese che dilaniò la poppa della nave. Altri 47 soldati americani risultano ufficialmente dispersi.